# Smoke Boys
Die Smoke Boys, zuvor auch bekannt als Section Boyz, sind ein Londoner Hip-Hop-Kollektiv. Sie veröffentlichten von 2014 bis 2020 sechs Mixtapes, von denen zwei in die britischen Charts kamen, und gaben dann bekannt, dass es kein weiteres gemeinsames Tape geben werde. 

## Bandgeschichte
Das Kollektiv begann 2011 als loser Zusammenschluss von Rappern aus Croydon im Süden Londons. Zuerst nannten sie sich Squeeze 4 P$, dann Squeeze Section. Ihr erstes Mixtape Sectionly veröffentlichten sie 2014 als Section Boyz. Mit dem zweiten Mixtape Don’t Panic schafften sie es im Jahr darauf in die Top 40 der britischen Charts und wurden anschließend bei den MOBO Awards als beste Newcomer ausgezeichnet. Obwohl sie den Durchbruch bereits geschafft hatten, kamen sie bei der BBC auf die Liste zum Sound of 2016.
2016 erfolgte die Auszeichnung als bester Hip-Hop-Act des Jahres bei den MOBO Awards. Danach folgten im Jahrestakt weitere Mixtapes. Als sie 2018 Don’t Panic II erschien, hatten sie vorher ihren Namen ein weiteres Mal in Smoke Boys geändert. Das Tape brachte sie ein weiteres Mal in die Charts. Ihr sechstes Mixtape All the Smoke im Jahr 2020 war zugleich ihr letztes gemeinsames Projekt.

## Mitglieder
Mitglieder waren ganz oder zeitweise unter anderem
- Swift, Deepee, K Nine, Inch, Sleeks, Littlez, Troubz, Velve

## Diskografie
Mixtapes
- Sectionly (2014)
- Don’t Panic (2015)
- Delete My Number (2016)
- Soundcheck (2017)
- Don’t Panic II (2018)
- All the Smoke (2020)